# Revista Bienmesabe
Bienmesabe es una revista digital dedicada exclusivamente a la actualidad y divulgación de la cultura popular de Canarias (España): deportes autóctonos, folclore, arqueología, tradición oral, cuentos y leyendas, juegos tradicionales, gastronomía e historia.
Alberga a modo de hemeroteca las ediciones en PDF de las principales revistas impresas y gratuitas dedicadas a la cultura canaria en la sección "El REDvistero". Además el portal cultural Bienmesabe cuenta con un canal en línea de vídeos "on demand" llamado BienmesabeTV cuya temática se centra en exclusiva en la cultura de Canarias.
La Revista Digital de la Cultura Popular Canaria Bienmesabe está promovida y sustentada por la Asociación Cultural BienMeSabe.